# Бузьке (Бузька сільська громада)
Бу́зьке — село в Україні, у Вознесенському районі Миколаївської області. Центр Бузької сільської громади. Населення становить 1843 зареєстровані особи станом на 01.01.2025 року.

## Населення

### Мова
Розподіл населення за рідною мовою за даними перепису 2001 року:
| Мова       | Кількість | Відсоток |
| ---------- | --------- | -------- |
| українська |           | 85.07%   |
| румунська  |           | 9.33%    |
| російська  |           | 5.60%    |
| Усього     | 2043      | 100%     |

## Герб
У золотому щиті з хвилястою базою, тричі перетятою лазуровим і срібним, виникає зелена виноградна лоза на червоній жердині, з пурпуровими кетягами і зеленим листям, з боків виникають дві сосни з червоними
стовбурами і зеленими кронами, У пурпуровій главі золоте сяйво, обтяжене червоним розширеним хрестом.

## Економіка
- Перевантажувальний термінал компанії «НІБУЛОН»